# Julie Glenn
Pour les articles homonymes, voir Glenn.
 (juin 2017).
Si vous disposez d'ouvrages ou d'articles de référence ou si vous connaissez des sites web de qualité traitant du thème abordé ici, merci de compléter l'article en donnant les références utiles à sa vérifiabilité et en les liant à la section « Notes et références ».
Julie Glenn est une actrice française née en 1977. Elle est la fille du chef-opérateur et réalisateur Pierre-William Glenn et la nièce de Claude Miller.

## Biographie
Après L'Effrontée, elle joue dans Terminus, réalisé par son père, aux côtés de Johnny Hallyday. Suivront quelques séries pour enfants, comme Mystères et bulles de gomme, Les Compagnons de l'aventure : Les Mégazèbres, quelques épisodes des Années fac et des Nouvelles Filles d'à côté.
Elle prend des cours à l'école d'Alice Dona et à Acting International. Stagiaire et actrice dans La Petite Lili (Claude Miller), coach des enfants sur le tournage de Je suis heureux que ma mère soit vivante, elle est également chanteuse et pianiste.

## Filmographie
- 1985 : L'Effrontée
- 1987 : Terminus
- 2001 : Betty Fisher et autres histoires
- 2003 : La Petite Lili
- 2005 : Les Cerises noires
- 2019 : Instinc Animal